# Forest City (Pensilvânia)
Forest City é um distrito localizado no estado norte-americano de Pensilvânia, no Condado de Susquehanna.

## Demografia
Segundo o censo norte-americano de 2000, a sua população era de 1855 habitantes.
Em 2006, foi estimada uma população de 1776, um decréscimo de 79 (-4.3%).

## Geografia
De acordo com o United States Census Bureau tem uma área de
2,4 km², dos quais 2,3 km² cobertos por terra e 0,1 km² cobertos por água. Forest City localiza-se a aproximadamente 523 m acima do nível do mar.

## Localidades na vizinhança
O diagrama seguinte representa as localidades num raio de 16 km ao redor de Forest City.